# Phellinus
Die Feuerschwämme (Phellinus) sind eine Pilzgattung aus der Familie der Borstenscheiblingsverwandten (Hymenochaetaceae). Von der Gattung Phellinus s. str. wurden mehrere Gattungen abgespalten, die mangels eines eigenen Trivialnamens ebenfalls als Feuerschwämme bezeichnet werden.
Die Typusart ist der Gemeine Feuerschwamm (Phellinus igniarius).

## Merkmale

### Makroskopische Merkmale
Phellinus-Arten bilden mehrjährige, konsolen- bis krustenförmige Fruchtkörper mit porenförmiger, meist brauner Fruchtschicht, deren Röhren geschichtet sind und die oft eine harte Kruste besitzen. Die Poren der Fruchtkörper sind klein und eng. Die Trama der Fruchtkörper ist hart, braun und trocken, mit KOH färbt sie sich schwarz.

### Mikroskopische Merkmale
Sie haben eine dimitische Hyphenstruktur, wobei generative Hyphen zylindrisch, dünnwandig und farblos bis gelblich sind. Die Skeletthyphen sind dickwandig, gelbbraun und kaum verzweigt.  Schnallen fehlen, in der Fruchtschicht sind meist braune, konisch-apikal zugespitzte Setae vorhanden. Die Basidien sind kurz, ellipsoid-keulig, farblos und viersporig, eine Basalschnalle fehlt. Die Sporen der Feuerschwämme sind kugelig oder ellipsenförmig bis zylindrisch und glatt; sie können dünn- oder dickwandig sein und sind inamyloid (mit Jodreagenz nicht blau verfärbend).

## Ökologie
Phellinus-Arten sind parasitische, häufig sehr wirtspezifische Holzbewohner, die im befallenen Holz eine Weißfäule erzeugen. Nach Absterben des Wirtes können sie noch einige Zeit saprobiontisch am Substrat weiterleben.

## Arten
Weltweit existieren etwa 180 Arten im weiteren Sinn. Für Europa werden folgende Arten im engeren Sinn angegeben bzw. sind dort zu erwarten:
| Feuerschwämme im engeren Sinn (Phellinus s. str.) in Europa |                                   |                                                  |
| \| Deutscher Name \| Wissenschaftlicher Name \| Autorenzitat \| \| ------------------------------ \| --------------------------------- \| ------------------------------------------------ \| \| Muschelförmiger Feuerschwamm \| Phellinus conchatus \| (Persoon 1796 : Fries 1821) Quélet 1886 \| \| Gemeiner Feuerschwamm \| Phellinus igniarius \| (Linnaeus 1753 : Fries 1821) Quélet 1886 s. str. \| \| Erlen-Feuerschwamm \| Phellinus igniarius var. alni \| (Bondartsev 1912) Niemelä 1975 \| \| Grauer Feuerschwamm \| Phellinus igniarius var. cinereus \| Niemelä 1975 \| \| Wacholder-Feuerschwamm \| Phellinus juniperinus \| Bernicchia & S. Curreli 1990 \| \| Birken-Feuerschwamm \| Phellinus laevigatus \| (Fries 1874) Bourdot & Galzin 1928 \| \| Konsoliger Birken-Feuerschwamm \| Phellinus lundellii \| Niemelä 1972 \| \| Schwarzer Birken-Feuerschwamm \| Phellinus nigricans \| (Fries 1821 : Fries 1821) P. Karsten 1899 \| \| Pappel-Feuerschwamm \| Phellinus populicola \| Niemelä 1975 \| \| Faulbaum-Feuerschwamm \| Phellinus rhamni \| (Bondartseva 1960) H. Jahn 1967 \| \| Espen-Feuerschwamm \| Phellinus tremulae \| (Bondartsev 1912) Bondartsev & P.N. Borisov 1953 \| \| Pflaumen-Feuerschwamm \| Phellinus tuberculosus \| (Baumgarten 1790) Niemelä 1982 \| |                                   |                                                  |
| Deutscher Name | Wissenschaftlicher Name           | Autorenzitat                                     |
| Muschelförmiger Feuerschwamm | Phellinus conchatus               | (Persoon 1796 : Fries 1821) Quélet 1886          |
| Gemeiner Feuerschwamm | Phellinus igniarius               | (Linnaeus 1753 : Fries 1821) Quélet 1886 s. str. |
| Erlen-Feuerschwamm | Phellinus igniarius var. alni     | (Bondartsev 1912) Niemelä 1975                   |
| Grauer Feuerschwamm | Phellinus igniarius var. cinereus | Niemelä 1975                                     |
| Wacholder-Feuerschwamm | Phellinus juniperinus             | Bernicchia & S. Curreli 1990                     |
| Birken-Feuerschwamm | Phellinus laevigatus              | (Fries 1874) Bourdot & Galzin 1928               |
| Konsoliger Birken-Feuerschwamm | Phellinus lundellii               | Niemelä 1972                                     |
| Schwarzer Birken-Feuerschwamm | Phellinus nigricans               | (Fries 1821 : Fries 1821) P. Karsten 1899        |
| Pappel-Feuerschwamm | Phellinus populicola              | Niemelä 1975                                     |
| Faulbaum-Feuerschwamm | Phellinus rhamni                  | (Bondartseva 1960) H. Jahn 1967                  |
| Espen-Feuerschwamm | Phellinus tremulae                | (Bondartsev 1912) Bondartsev & P.N. Borisov 1953 |
| Pflaumen-Feuerschwamm | Phellinus tuberculosus            | (Baumgarten 1790) Niemelä 1982                   |

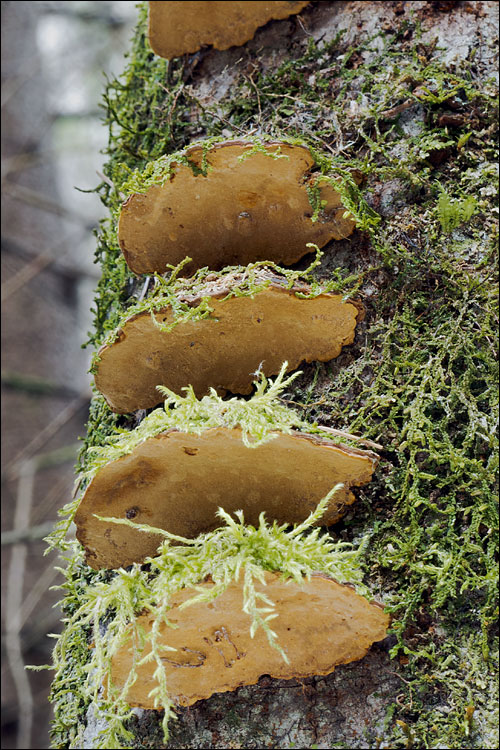
Muschelförmiger Feuerschwamm Phellinus conchatus
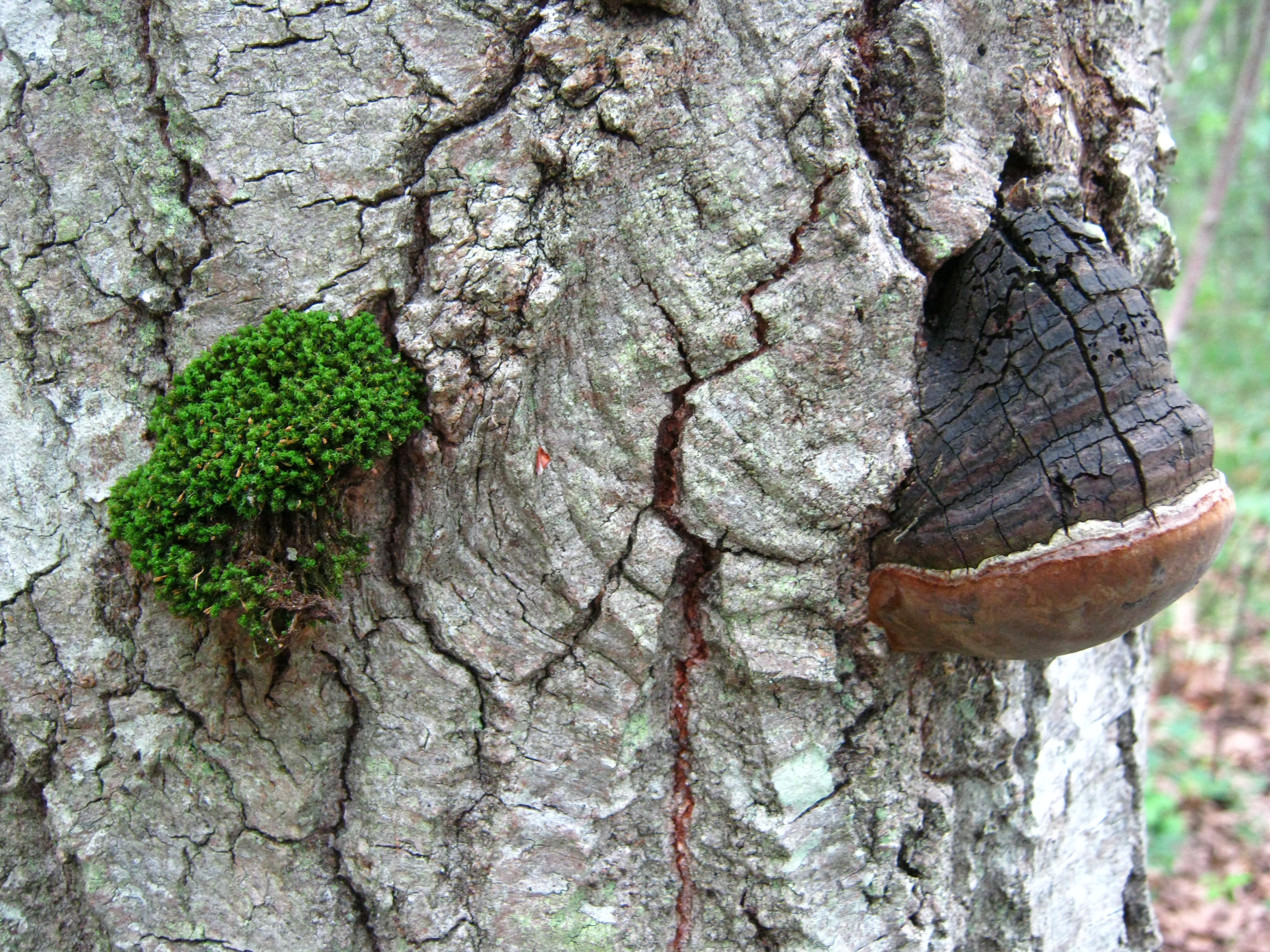
Schwarzer Birken-Feuerschwamm Phellinus nigricans
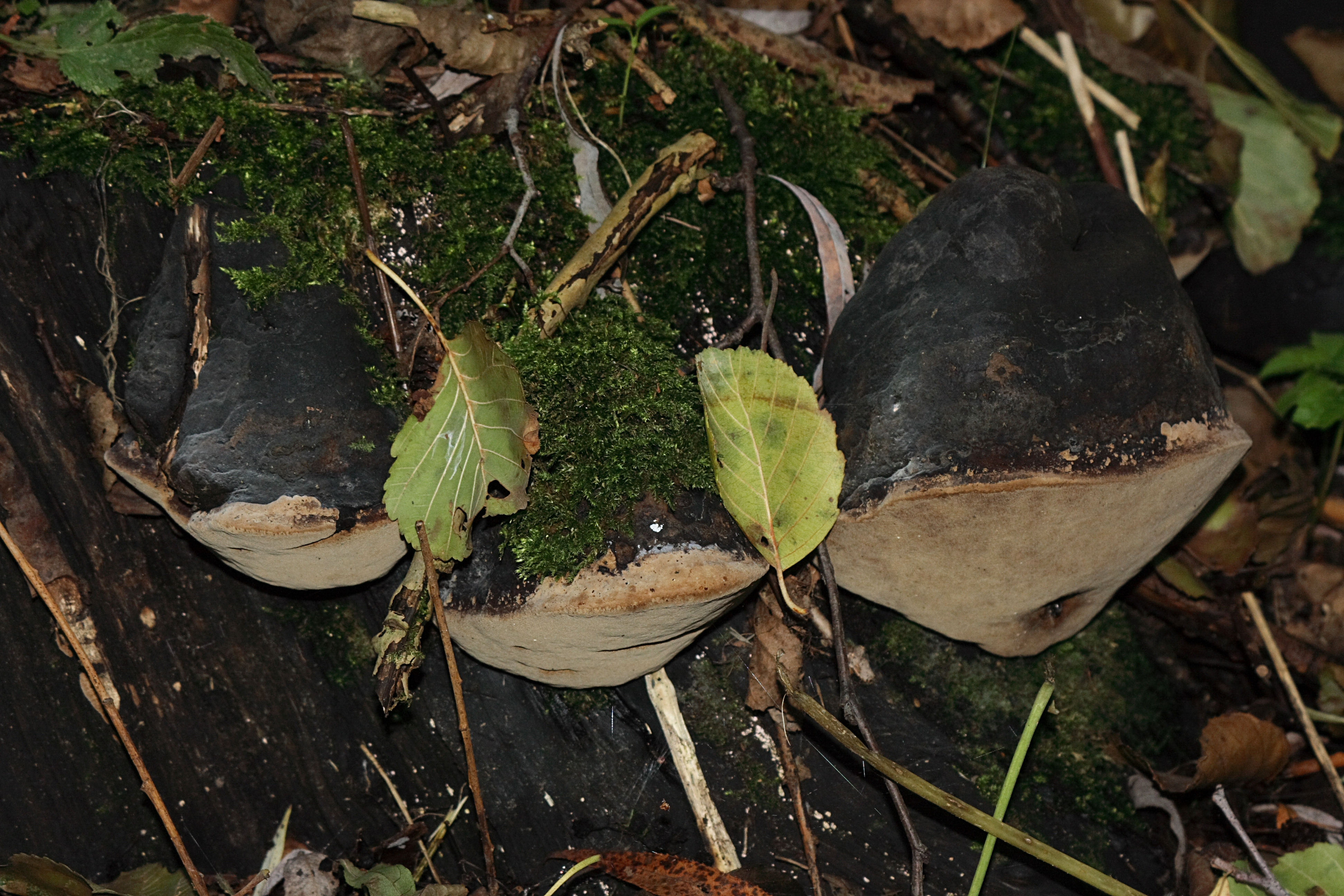
Pappel-Feuerschwamm Phellinus populicola
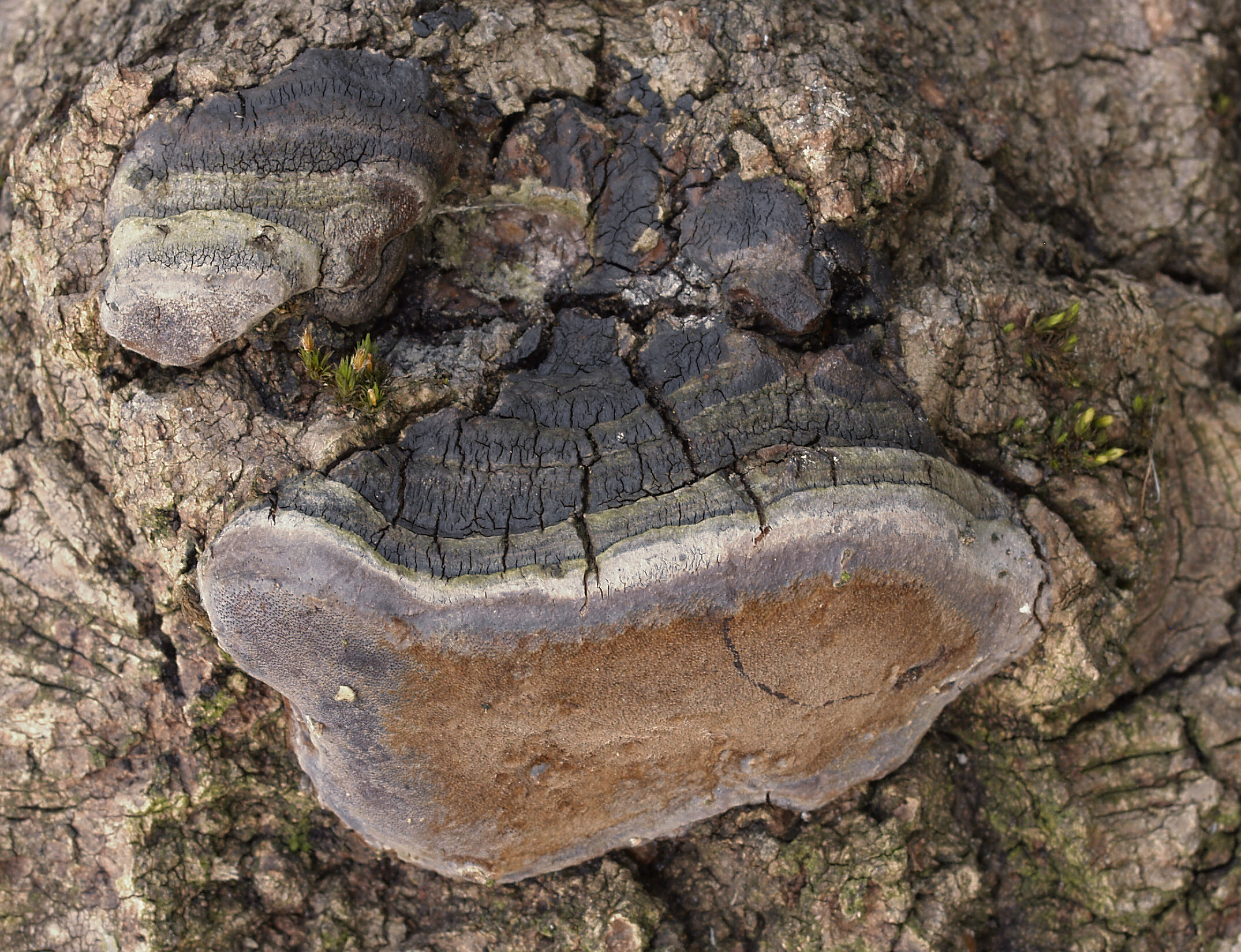
Espen-Feuerschwamm Phellinus tremulae
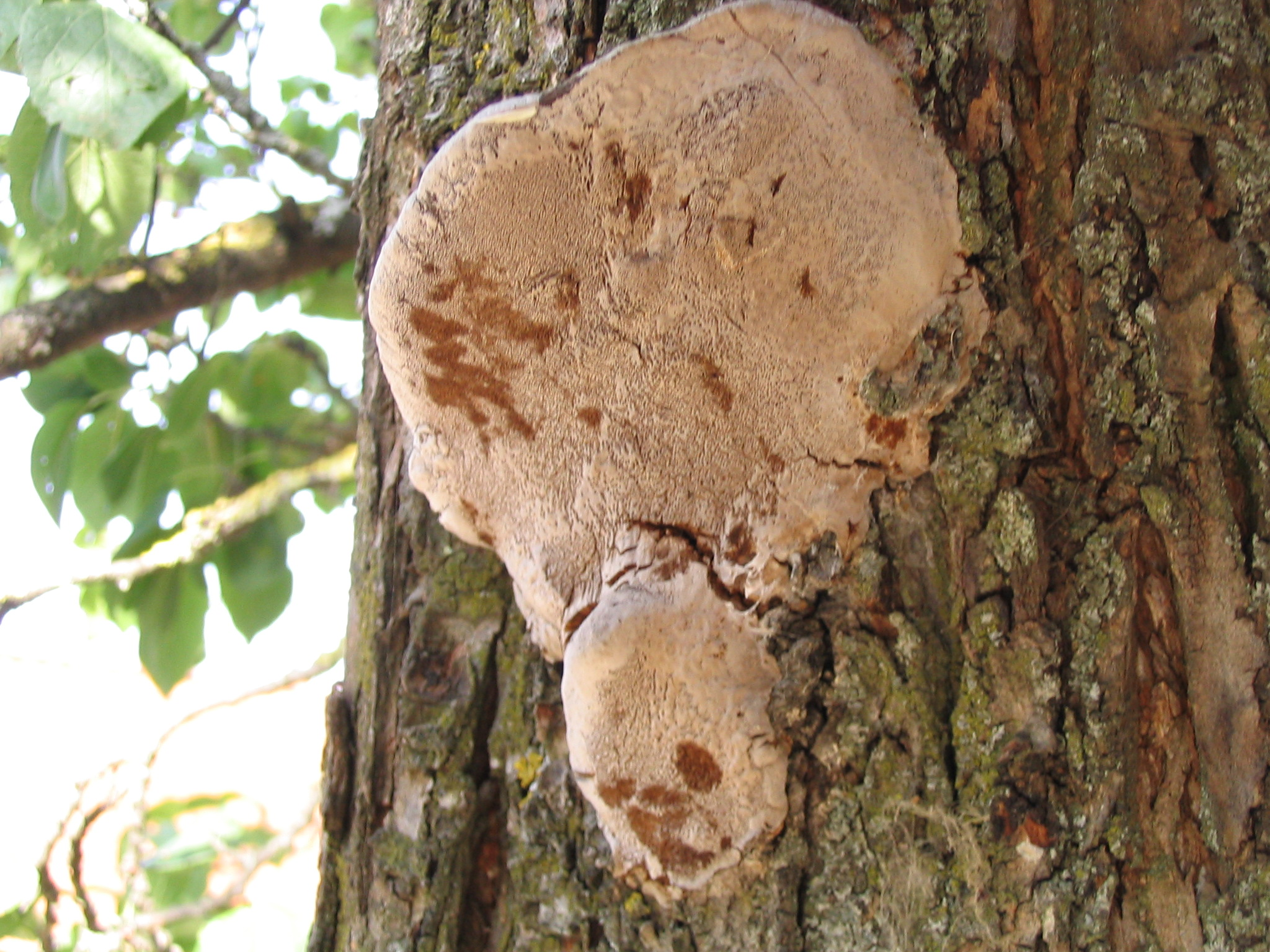
Pflaumen-Feuerschwamm Phellinus tuberculosus

## Systematik
Die Feuerschwämme bilden eine Vielzahl morphologisch schwer zu unterscheidender Arten, die teilweise nur durch die Substratwahl getrennt sind. Die Artabgrenzung und Benennung ist daher umstritten und im Fluss. Die Feuerschwämme sind eng verwandt mit den Schillerporlingen, die einjährige Fruchtkörper mit monomitischer Hyphenstruktur bilden. Einige Untersuchungen deuten darauf hin, dass beide Gattungen nicht voneinander zu trennen sind und diese entweder in eine gemeinsame Gattung Phellinus im weiteren Sinne zusammenzufassen oder in mehrere kleine Gattungen aufzutrennen sind. Die Satellitengattungen sind Fomitiporella, Fomitiporia, Fuscoporia, Phellinidium, Phellopilus, Phylloporia und Porodaedalea.

## Namensgebung
Der Name „Feuerschwämme“ rührt daher, dass die Fruchtkörper nach Kontakt mit Feuer bzw. Funken sehr lange glimmen und dadurch ein einfaches erneutes Entfachen eines Feuers ermöglichen. "Phellinus" kann man mit "Kork ähnelnd" übersetzen.

## Bedeutung
Einige Phellinus-Arten sind als Parasiten an Obst- oder Parkbäumen schädlich; als Speisepilze kommen sie aufgrund ihrer zähen, korkartigen Konsistenz nicht in Frage.
Der Pilz mit dem größten bekannten Fruchtkörper ist ein Feuerschwamm der Art Phellinus ellipsoideus, der im Jahr 2010 in der chinesischen Provinz Hainan gefunden wurde. Der Fruchtkörper war 10,85 Meter lang, 82 bis 88 Zentimeter breit und 4,6 bis 5,5 Zentimeter dick. Untersuchungen der Dichte des Pilzes ergaben, dass der gesamte Fruchtkörper 400 bis 500 Kilogramm wog. Sein Alter wurde auf etwa 20 Jahre geschätzt.